# カザルマッジョーレ
カザルマッジョーレ（伊: Casalmaggiore）は、イタリア共和国ロンバルディア州クレモナ県にある、人口約15,000人の基礎自治体（コムーネ）。

## 地理

### 位置・広がり

#### 隣接コムーネ
隣接するコムーネは以下の通り。括弧内のPRはパルマ県、MNはマントヴァ県所属を示す。
- カステルディドーネ
- コロルノ (PR)
- マルティニャーナ・ディ・ポー
- リヴァローロ・デル・レ・エドゥニーティ
- サッビオネータ (MN)
- ソルボロ・メッツァーニ (メッツァーニ) (PR)
- ヴィアダーナ (MN)

### 気候分類・地震分類
気候分類では、zona E, 2435 GGに分類される。
また、イタリアの地震リスク階級 (it) では、zona 3 (sismicità bassa) に分類される
。

## 行政

### 分離集落
カザルマッジョーレには、以下の分離集落（フラツィオーネ）がある。
- Agoiolo, Camminata, Cappella, Casalbellotto, Fossacaprara, Motta San Fermo, Quattrocase, Roncadello, Valle, Vicobellignano, Vicoboneghisio, Vicomoscano

## 姉妹都市
- Guilherand-Granges、フランス
- タルヌフ、ポーランド